# 1946 코파 델 헤네랄리시모 결승전
1946 코파 델 헤네랄리시모 결승전(스페인어: La Final de la Copa del Generalísimo de 1946은 현재 코파 델 레이로 알려진 스페인 컵대회의 42번째 결승전이다. 이 경기는 1946년 6월 9일, 바르셀로나의 몬주이크에서 열렸고, 레알 마드리드가 발렌시아를 3-1로 이기고 우승을 거두었다.

## 상세 경기 정보
| 레알 마드리드                 | 3–1               | 발렌시아                |
| ----------------------------- | ----------------- | ----------------------- |
| 바리나가 2′ · 프루덴 40′, 52′ | 리포트 (스페인어) | 고로스티사 81′ (페널티) |

| 레알 마드리드:  |    |                             |
|                 |    |                             |
| GK              | 1  | 호세 바뇬                   |
| DF              | 2  | 클레멘테                    |
| DF              | 3  | 호세 코로나                 |
| MF              | 4  | 몰레이로                    |
| MF              | 5  | 후안 안토니오 이피냐 (주장) |
| MF              | 6  | 펠릭스 우에테               |
| FW              | 7  | 안토니오 알수아             |
| FW              | 8  | 사비노 바리나가             |
| FW              | 9  | 프루덴                      |
| FW              | 10 | 나사리오 벨마르             |
| FW              | 11 | 에르메네힐도 엘리세스       |
| 감독:           |    |                             |
| 하신토 킹코세스 |    |                             |

| 발렌시아:         |    |                       |
|                   |    |                       |
| GK                | 1  | 이그나시오 에이사기레 |
| DF                | 2  | 알바로                |
| DF                | 3  | 후안 라몬 (주장)      |
| MF                | 4  | 이히니오 오르투사르   |
| MF                | 5  | 카를로스 이투라스페   |
| MF                | 6  | 시몬 레쿠에           |
| FW                | 7  | 에피                  |
| FW                | 8  | 비센테 아센시         |
| FW                | 9  | 문도                  |
| FW                | 10 | 실베스트레 이고아     |
| FW                | 11 | 기예르모 고로스티사   |
| 감독:             |    |                       |
| 에두아르도 쿠벨스 |    |                       |